# Санкт-Петербургский колледж телекоммуникаций
Санкт-Петербургский колледж телекоммуникаций им. Э.Т. Кренкеля (Ленинградский электротехникум связи им. Э. Т. Кренкеля (ЛЭТС им. Э. Т. Кренкеля)) - факультет СПбГУТ, реализующий программы среднего профессионального образования в области связи, теле- и инфокоммуникаций.

## Историческая справка
Санкт-Петербургский колледж телекоммуникаций вошёл в состав Санкт-Петербургского университета телекоммуникаций им. проф. М. А. Бонч-Бруевича в декабре 1994 года в качестве структурного подразделения. Прежнее название — Ленинградский электротехникум связи им. Э. Т. Кренкеля.
Первый выпуск техников-электриков радио и проводной связи (160 чел.) состоялся в феврале 1933 года. С 1930 по 1937 год техникум входил в состав Ленинградского Учебного комбината связи (ЛУКС) вместе с Институтом инженеров связи и рабфаком; адрес — наб. реки Мойки, д. 61. В 1937 году техникум получил финансовую и юридическую самостоятельность, в 1938 году усилиями директора Ивана Агеевича Лысаченко переехал на 3 линию В. О..
В годы войны большинство выпускников, преподавателей и сотрудников во главе с директором И. А. Лысаченко ушли на фронт в действующую армию или в Народное ополчение. В жесточайших условиях блокады, голода, холода под руководством директора Агнии Парменовны Винокуровой продолжалась подготовка техников электросвязи. За годы войны выпуск составил 230 чел. Кроме того, в 1942—1943 годах на краткосрочных курсах было подготовлено более 130 чел. кабельщиков-спайщиков и телеграфистов-аппаратчиков. Связисты были нужны городу и фронту.
В 1945 году приём составил 564 чел. и, уже начиная с 1946 года, кроме техников-электриков Центральных телеграфных и Междугородних телефонных станций, техников по радиоприемным и радиопередающим устройствам, начался выпуск техников-электриков по специальности «Телевизионная техника» (за счет изменения учебных планов на 4 курсе радиоотделения). В связи с бурным развитием в 50-х годах радиорелейной связи началась с 1956 года подготовка по специальности «Телевизионная техника и радиорелейные линии связи». Учебное заведение всегда оперативно откликалось на потребности отрасли, открывало новые, закрывало старые специальности, изменяло и корректировало учебные планы и программы, внедряло новую технику и технические средства обучения. Здесь были созданы и применены первые машины программированного (тестового) контроля. Под руководством Виктора Михайловича Ваганова, сначала в должности заместителя директора по учебной части с 1947 по 1958 годы, а затем и директора с 1958 по 1978 год, техникум стал одним из ведущих в отрасли связи средним специальным учебным заведением с крепкой материально-технической базой и квалифицированным творческим коллективом преподавателей и сотрудников, о чём свидетельствовали многочисленные грамоты и дипломы, а также заявки на выпускников, приходившие со всех концов страны от Прибалтики до Дальнего Востока. В 1972 году Ленинградскому электротехникуму связи было присвоено имя полярника — связиста Героя Советского Союза Э. Т. Кренкеля.
Новый этап в развитии техникума начался в 1995 году под руководством директора Александра Александровича Дмуха, но уже в качестве структурного подразделения Университета. По результатам аттестации техникум был преобразован в Колледж телекоммуникаций. Коллективом учебного заведения были разработаны учебные планы и программы базового и повышенного уровня по всем специальностям подготовки, а также по новым специальностям. В 1995 году началась подготовка по специальности «Средства связи с подвижными объектами», в 1996 году — «Программное обеспечение вычислительной техники и автоматизированных систем», в 1997 году — «Менеджмент» (в отрасли связи), в 1998 году — «Экономика, бухгалтерский учёт и контроль» (в отрасли связи). Взаимодействие с кафедрами СПбГУТ позволило разработать учебные планы и программы повышенного уровня, увязанные с учебными планами и программами Университета, и начать подготовку «младших инженеров» сначала по специальности РС, РВ и ТВ (1997 год), а затем и по другим специальностям. Так начала выстраиваться система непрерывного многоуровневого профессионального образования «Колледж — ВУЗ».
В 1998—2001 годах колледж в качестве партнерской школы принял участие в международном проекте Европейского Фонда Образования «Реформа профессионального образования и обучения в Северо-Западном регионе России», делясь своим опытом и приобретая новые знания в организации учебного процесса.
В 2000 году Колледж телекоммуникаций был награждён Почетной грамотой губернатора Санкт-Петербурга «в связи с успехами в подготовке специалистов отрасли и 70-летием учебного заведения».
В последующие годы (2003—2015, директор Сергей Петрович Бахарев), в связи со стремительным развитием инфокоммуникаций, колледж сместил акценты в обучении от изучения конкретных типов оборудования и аппаратуры связи (ввиду их высокой стоимости и быстрого морального старения) в сторону изучения технологий. Это позволяет сегодня изучать то, что профессионально будет востребовано завтра, то есть. реализовывать принцип опережающего обучения. Данный подход расширил потенциальные возможности выпускников при трудоустройстве, так как они уже не привязаны к одному виду оборудования и одному производителю.
В 2019 году колледж переехал в своё историческое здание по адресу наб. реки Мойки, д. 61.
Ещё одно подтверждение правильности выбранной концепции обучения — успешное участие студентов колледжа в различных профессиональных соревнованиях самого высокого уровня. Студенты колледжа участвуют в соревнованиях международного движения WorldSkills, выигрывают региональные чемпионаты и становятся призёрами всероссийского чемпионата WorldSkills Russia, ежегодного ведомственного конкурса «Телесфера», профессиональных конкурсов компании Cisco Systems, других олимпиад и конкурсов.
Во многом этому способствует и современная материально-техническая база, которая модернизируется и развивается при непосредственном участии потенциальных работодателей и производителей телекоммуникационного оборудования.
В лабораториях и учебных мастерских студенты на практике осваивают цифровые системы коммутации, цифровые и оптические системы передачи, современные сетевые технологии, сети доступа, в том числе, таких передовых технологий, как ADSL, Wi-Fi, WiMAX, GPON; занимаются сваркой и измерениями волоконно-оптических кабелей связи, приобретают навыки монтажа оборудования, работы по рабочим профессиям; получают знание основных технологий передачи сообщений и администрирования локальных сетей, программирования абонентских устройств, основ управления и делопроизводства.
Колледж является многократным лауреатом Конкурсов «100 лучших ССУЗов России».
В колледже осуществляется подготовка по специальностям:
- «Многоканальные телекоммуникационные системы»,
- «Радиосвязь, радиовещание и телевидение»,
- «Сети связи и системы коммутации»,
- «Компьютерные сети»,
- «Программирование в компьютерных системах»,
- «Прикладная информатика (по отраслям)»,
- «Операционная деятельность в логистике»,
- «Средства связи с подвижными объектами».